# Frank-Jürgen Methner
Frank-Jürgen Methner (* 28. Oktober 1953 in Brandenburg/Havel) ist ein deutscher Brauwissenschaftler. Er leitete bis zu seinem Ruhestand 2019 das Fachgebiet Brauwesen der Technischen Universität Berlin und beschäftigt sich mit Forschung, Lehre und Beratung rund ums Bier.

## Leben
Methner besuchte von 1960 bis 1964 die Volksschule in Waldwimmersbach und bis 1973 das Nicolaus-Kistner-Gymnasium in Mosbach. Nach dem Abitur war er bis zum Beginn des Studiums bei der Bundeswehr. Er studierte von 1975 bis 1981 Lebensmitteltechnologie mit der Fachrichtung Brauereitechnologie an der Technischen Universität Berlin mit dem Abschluss als Diplom-Ingenieur. Im Anschluss war er kurzzeitig als Betriebskontrolleur der Brauerei Schlösser in Düsseldorf tätig, bevor er 1982 bis 1986 als wissenschaftlicher Mitarbeiter an das Forschungsinstitut für Technologie der Brauerei und Mälzerei der Versuchs- und Lehranstalt für Brauerei in Berlin ging. Methner dissertierte 1987 bei Karl Wackerbauer mit einer Studie Über die Aromabildung beim Berliner Weißbier unter besonderer Berücksichtigung von Säuren und Estern. Für 17 Jahre war er danach an der Bitburger Brauerei in Forschung und Qualitätssicherung tätig.
2004 wurde er als Nachfolger von Karl Wackerbauer auf den Lehrstuhl für Brauereitechnologie an der TU Berlin berufen. Er forschte unter anderem zu neuen Brauverfahren für alkoholfreies Bier. Am 28. März 2019 wurde er gemeinsam mit Lothar W. Kroh im Rahmen eines Symposiums mit dem Titel „Malz meets Maillard“ in den Ruhestand verabschiedet.
Methner war von 2016 bis 2020 Vorsitzender der Mitteleuropäischen Brautechnischen Analysenkommission MEBAK. Er lebt in Bitburg.

## Schriften (Auswahl)
- Über die Aromabildung beim Berliner Weißbier unter besonderer Berücksichtigung von Säuren und Estern. diss. Berlin 1987
- mit Karl Wackerbauer: The microorganisms of Berliner Weißbier and their influence on the beer flavour. 1988 EBC Group meeting